# Лютый, Владимир Иванович
Влади́мир Ива́нович Лю́тый (укр. Володимир Іванович Лютий; 20 апреля 1962, Днепропетровск, Украинская ССР, СССР) — советский и украинский футболист, полузащитник и нападающий. Мастер спорта СССР (1982), заслуженный мастер спорта СССР (1989).
Футбольный тренер. Окончил Днепропетровский институт физкультуры.

## Биография
Вырос в рабочей семье. Отец работал на Днепропетровском машиностроительном заводе, мать — повар в столовой.
Сначала занимался баскетболом в ДЮСШ-5, где по мнению тренеров, у него неплохо получалось. С 1972 года стал играть в футбольной школе № 15 Днепропетровска. Воспитанник школы «Днепр-75» (1973 и 1978), юношеской команды «Вихрь» Днепропетровск (1974—1977).

### Клубная карьера
Дебют как профессионального футболиста состоялся летом 1980 в Кишинёве, где «Днепр» на первенство 1-й лиги играл с «Нистру». Лютый помог клубу одержать победу со счётом 1:0. Всего за «Днепр» Днепропетровск отыграл 10 сезонов (1980—1989), с которым дважды становился чемпионом СССР.
Осенью 1989 года после гостевой игры на Кубок европейских чемпионов против «Тироля» на него вышел тренер «Шальке-04» Петер Нойрурер и предложил выступать за свой клуб. В итоге Лютый был куплен на 3 года за 1,1 миллиона марок — 650 тысяч марок «Днепр» получил деньгами, на остальную сумму команде были предоставлены автобус, машины, форма. Сам Лютый получал 150 тысяч марок в год «грязными». За «Шальке» провёл 2 сезона во 2-й Бундеслиге (1990—1991), причем по итогам последнего вышел в 1-ю Бундеслигу.
В конце сезона 1990/91 в команду пришёл новый главный тренер — югослав Александар Ристич, который на место Лютого стал ставить своего соотечественника Радмило Михайловича. Лютому предложили перейти в «Дуйсбург», куда он и был одолжен на сезон 1991/92. По окончании сезона «Дуйсбургу» было предложено купить Лютого за 1,5 млн, но последовал отказ. Сам Лютый уже не хотел оставаться в «Шальке», поэтому после неплохого предложения от «Бурсаспора» уехал в Турцию.
В «Бурсаспоре» провёл только 2 игры в начале сезона 1992/93, в последней из которых в игровом стыке получил травму — разрыв трёх связок голеностопа — и выбыл на 2 месяца. Клуб лечение не оплачивал, и Лютый за свой счёт уехал лечиться в Германию. Вернувшись в команду, оказался вне основы. Оказалось, что в начале сезона Лютый подписал соглашение с клубом, позволяющее последнему расторгнуть контракт в одностороннем порядке. Футболист решил вернуться в Германию и согласился на переход в «Бохум» из Бундеслиги, где провел 2-ю часть сезона 1992/93. Однако и в новой команде дела не сложились — из-за конфликта с тренером клуба Юргеном Гельсдорфом контракт был вскоре разорван. По итогам сезона «Бохум» вылетел из бундеслиги, а Лютый покинул команду.
В сезоне 1993/94 начал выступать «Рот Вайсс» (Оберхаузен), однако довольно скоро получил травму (разрыв мышцы ноги) и выбыл из игры. Клуб в свою очередь перестал платить ему зарплату, что привело к разрыву контракта. Вторую часть сезона 1993/94 провёл за клуб Оберлиги «Унтерхахинг», где успел забить 6 мячей.
С сезона 1994/95 стал играть в «Зальмроре» из небольшого городка Зальмрор. Эту команду Лютый выбрал, чтобы чаще видеться с подругой Катей (немка) и новорожденной дочкой Раисой. В марте 1995 года получил тяжёлую травму (разрыв крестообразной связки и мениска), из-за которой почти год не играл.
Весной 1996 года открыл в Германии фирму «Исток» для поставок недорогой обуви на Украину. Партнёрами по бизнесу стали экс-игроки «Днепра» Сергей Башкиров и Олег Таран.
В сезоне 1996/97 играл за клуб Оберлиги «Виттлих», где по сути был играющим тренером среди молодых, 20-летних игроков.
В конце весны 1997 года, желая поддержать физическую форму, приехал в Днепропетровск и стал тренироваться со вторым составом «Днепра» у Петра Кутузова. Вскоре тренер дубля рекомендовал главному тренеру «Днепра» Вячеславу Грозному. Лютый сыграл за «Днепр» 1 матч в чемпионате Украины против киевского ЦСКА, после которого у него воспалился «ахилл». Через неделю он всё-таки вышел в финальной игре Кубка Украины 1996/97 против донецкого «Шахтёра», но помочь клубу не сумел. Кубок Украины взял «Шахтёр», победивший со счётом 1:0.
С сезона 1997/98 снова играл в любительских командах Германии. Вскоре получил тяжёлую травму — порвал крестообразную связку, из-за чего был вынужден завершить профессиональную карьеру.

### Карьера в сборной
Сыграл 6 матчей в составе сборной СССР/СНГ, забил 1 мяч. В составе сборной СССР участвовал на чемпионате мира 1990, в составе сборной СНГ участвовал на чемпионате Европы 1992.
За олимпийскую сборную СССР сыграл 12 матчей, забил 3 мяча. Был одним из ведущих игроков команды. С его паса головой Юрий Савичев забил победный гол в финале Олимпиады в Сеуле в 1988 году.

### Тренерская карьера
Работал тренером (иногда играющим) в немецких командах низших лиг. В Германии с отличием закончил тренерские курсы и получил лицензию, дающую право работать с командами из Третьей лиги.
В январе 2003 года принял любительский клуб «Блау-Вайсс» из Брюля (пригорода Кёльна). При нём клуб в 11 играх добыл 20 очков и вышел из зоны вылета. Тем не менее, из команды ушёл, поскольку не видел перспектив развития клуба.
В сезоне 2004/05 полгода руководил клубом 8-го дивизиона Германии «Фортуна» (Бонн). При нём клуб занял 3-е место в лиге.
Одновременно с этим руководил фирмой по торговле автомобилями немецких производителей.
В 2007 — помощник Анатолия Бышовца — главного тренера футбольного клуба «Локомотив» Москва. После увольнения Бышовца в ноябре 2007 года Владимир Лютый, как и весь тренерский штаб «Локомотива», ушёл из команды.
В январе 2010 года стал помощником Олега Протасова в ФК «Ростов». С 14 мая по 20 июня 2011 года был исполняющим обязанности главного тренера «Ростова».
В январе 2014 года стал главным тренером молдавского клуба «Саксан», где проработал до апреля 2015 года.
Потом стал работать на Украине и в Грузии и в 2017 году вернулся в Германию. С 2018 по 2024 тренировал юношеские команды ФК «Ганза» (Росток), с перерывом в 2020—2021 годах, когда он был главным тренером ФК «Ростокер».

## Достижения

### Командные
«Днепр»
- Чемпион СССР (2): 1983, 1988
- Серебряный призёр чемпионата СССР (2): 1987, 1989
- Бронзовый призёр чемпионата СССР (2): 1984, 1985
- Обладатель Кубка СССР: 1988/89
- Обладатель Кубка Федерации футбола СССР: 1986, 1989
- Обладатель Кубка сезона: 1989

«Шальке 04»
- Победитель Второй Бундеслиги: 1990/91

Сборная СССР
- Олимпийский чемпион 1988 года

### Личные
- В Списках 33 лучших футболистов сезона в СССР (2): № 2 — 1988; № 3 — 1989
- Мастер спорта СССР (1982)
- Заслуженный мастер спорта СССР (1989)
- Кавалер ордена Почёта (1989)